# Tarifa
Tarifa Spanyolország és Nyugat-Európa legdélibb városa Cádiz tartományban, amelynek egyik partját az Atlanti-óceán, másik partját a Földközi-tenger mossa. Felkapott üdülőhely, több mint 50 szálló és apartman van csak az óvárosban. Sokféle ember megfordul itt: arabok, európaiak, amerikaiak, japánok és kínaiak.

## Történelme
A város neve a római időben Iulia Transducta volt. Itt telepedtek le a Tangerhez közeli Zelis lakói. 710-ben a berber Tariff ibn Malik 500 emberrel indult a város ellen. A történészek többsége szerint róla kapta a város a nevét. A kikötő és a város között található kastélyt muszlim vezetők építtették a 10. században, III. Abd-al-Rahman uralkodása alatt. 1292-ben IV. Sancho ostromot indított és megadásra kényszerítette az arabokat. A város védelmével Alfonso Perez de Guzmánt bízták meg.
1810. december 20-án és 1811. október 18-án, a félszigeti háború során francia csapatok ostromolták meg a várost. A 20. század során a városban jelentősen fellendült az idegenforgalom.

## Éghajlata
Mediterrán éghajlat jellemzi a várost, a júliusi középhőmérséklet 21 °C, a januári 13 °C. Mivel a város a Földközi-tenger és az Atlanti-óceán találkozásánál fekszik, az átlagos évi szélsebesség a városban igen magas, 45 km/h. A legszelesebb hónap a július, ekkor az átlagos szélsebesség 54 km/h, a legkevésbé szeles hónap pedig a november, 41 km/h-s átlagos szélsebességgel.

## Népesség
- A város népességének változása 1999 és 2008 között:
- 1999 15 344
- 2000 15 481
- 2001 15 764
- 2002 16 058
- 2003 16 392
- 2004 16 743
- 2005 17 199
- 2006 17 478
- 2007 17 619
- 2008 17 736

A város lakosságának változását az alábbi diagram mutatja:
| Lakosok száma | 15 764 | 16 743 | 17 478 | 17 793 | 17 856 | 17 908 | 18 116 | 18 162 | 18 466 | 18 664 |
|               | 2001   | 2004   | 2006   | 2009   | 2011   | 2014   | 2016   | 2019   | 2021   | 2024   |

## A város szülöttei
- Guillermo Perez Villalta, spanyol festő, szobrász és építész
- Luis Fernandez, francia válogatott labdarúgó

## Látnivalók
- Castillo de Guzmán kastély
- IV. Sancho (uralkodott: 1282-1295), Kasztília és León királyának a szobra
- Iglesia de San Mateo templom
- Cueva del Moró-i őskori barlangrajzok
- Baelo Claudia római település romjai

## Szállók
| Név                      | Csillagok |
| ------------------------ | --------- |
| La Codorniz              | ***       |
| Pension Facundo1 stars   | *         |
| Hostal La Calzada1 stars | *         |
| Misiana1 stars           | *         |
| Meson de Sancho          | ***       |
| Cortijo Las Piñas        | **        |